# MHIソリューションテクノロジーズ
MHIソリューションテクノロジーズ株式会社（エムエイチアイソリューションテクノロジーズ、英: MHI Solution Technologies Co.,LTD.）は、三菱重工業系列のエンジニアリング会社。本社を兵庫県高砂市に置く。

## 概要
三菱重工業シェアードテクノロジー部門直轄のエンジニアリング会社である。主に三菱重工業及び同社グループ企業の技術と製品開発を支援する。

## 事業内容
- 環境・化学装置（環境測定分析全般、反応プロセス）
- 機械・プラント設備（機構・機械設備の設計製作、試運転・指導、性能計測・評価）
- 構造物・プラント診断（材料調査全般、構造物の現地計測、余寿命診断、構造強度解析、振動騒音解析）
- 火力・原子力発電機器（熱応力解析・流体解析、実験機設計製作、実験、計測、検査）
- 制御・システム（運転・監視支援システム、シミュレーター、データ処理設備製作）
- メカトロニクス製品（検査装置の設計・製作、自動化設備の設計）
- コンサルティング（企業ベンチマーク、産業技術動向、製品動向、市場環境動向、知財支援）
- 労働者派遣事業（研究・開発支援等）

## 沿革
- 1962年（昭和37年）11月 ‐ 創業。
- 1968年（昭和43年）4月 - 有限会社菱明技研として発足。
- 1970年（昭和45年）8月 - 菱明技研株式会社を設立。
- 1973年（昭和48年）12月 - 三菱重工業の出資比率が100%となる。
- 2006年（平成18年）4月 - 菱日エンジニアリングの研究開発、技術情報事業を吸収分割し、社名をMHIソリューションテクノロジーズ株式会社に変更。
- 2007年（平成19年）4月 - 三原菱重エンジニアリング株式会社の実験研究事業を吸収分割する。
- 2008年（平成20年）1月 - 高菱エンジニアリング株式会社の実験研究事業を吸収分割する。
- 2015年（平成27年）10月 - 株式会社リョーインの知的財産情報事業を吸収分割する。
- 2016年（平成28年）1月 - 長菱エンジニアリング株式会社を吸収合併する。
- 2017年（平成29年）12月 - 長崎支社の小型可搬型溶接ロボット事業を神戸製鋼所傘下のコベルコROBOTiX株式会社へ譲渡。
- 2018年（平成30年）7月 - 本社を広島市から兵庫県高砂市へ移転。

## 事業拠点
- 本社 - 兵庫県高砂市
- 高砂支社 - 兵庫県高砂市
- 長崎支社 - 長崎県長崎市
- 横浜地区 - 神奈川県横浜市西区
- 広島地区 - 広島県広島市西区および三原市